# نرپیس‌خار
نرپیس‌خار (نام علمی: Nerepisacanthus) نام یک سرده از راسته سست‌خاره‌ریختان است.